# Бастия-4
Бастия-4 (фр. Bastia-4) — кантон во Франции, находится в регионе Корсика, департамент Верхняя Корсика. Входит в состав округа Бастия.
Код INSEE кантона — 2B04. В кантон Бастия-4 входят часть коммуны Бастия и Фуриани.

## История
Кантон был создан 18 августа 1973 года и назвался Бастия-4 (Кимбало). В кантон входила часть коммуны Бастия.
По закону от 17 мая 2013 и декрету от 14 февраля 2014 года количество кантонов в департаменте Верхняя Корсика уменьшилось с 30 до 15. Новое территориальное деление департаментов на кантоны вступило в силу во время выборов 2015 года. Таким образом, к кантону 22 марта 2015 года была добавлена коммуна Фуриани из кантона Бастия-6.

## Население
В таблице приведена динамика численности населения по 2012 год. В 2015 году территория кантона увеличилась на коммуну Фуриани, а население соответственно возросло до 13 583 человек.
| 1990 | 1996 | 2006 | 2008 | 2011 | 2012 |
| ---- | ---- | ---- | ---- | ---- | ---- |
| 9905 | 8883 | 3180 | 2801 | 2537 | 2622 |

## Политика
Согласно закону от 17 мая 2013 года избиратели каждого кантона в ходе выборов выбирают двух членов генерального совета департамента разного пола. Они избираются на 6 лет большинством голосов по результату одного или двух туров выборов.
В первом туре кантональных выборов 22 марта 2015 года в кантоне Бастия-4 баллотировались 6 пар кандидатов (явка составила 51,09 %). Во втором туре 29 марта Корали Прунета-Лека и Мишель Симонпьетри были избраны с поддержкой 65,95 % на 2015—2021 годы. Явка на выборы составила 49,49 %.
| Мандат | Мандат | Кандидаты                                |                | Партия                   | Первый тур | Первый тур     | Второй тур | Второй тур |
| Мандат | Мандат | Кандидаты                                | Кол-во голосов | Партия                   | % голосов  | Кол-во голосов | % голосов  |            |
| ------ | ------ | ---------------------------------------- | -------------- | ------------------------ | ---------- | -------------- | ---------- | ---------- |
| 2015   | 2021   | Корали Прунета-Лека и Мишель Симонпьетри |                | Беспартийные левые       | 1680       | 41,16          | 2483       | 65,95      |
| 2015   | 2021   | Элизабет Фратаччи и Пьер Пьери           |                | Беспартийные             | 745        | 18,25          | 1282       | 34,05      |
| 2015   | 2021   | Мишель Брускини и Мари-Жан Неймари       |                | Национальный фронт       | 716        | 17,54          |            |            |
| 2015   | 2021   | Франсуа-Жак Боццано и Мари-Поль Удмер    |                | Радикальная левая партия | 419        | 10,26          |            |            |
| 2015   | 2021   | Луи Томе и Доминик Торре                 |                | Левый фронт              | 261        | 6,39           |            |            |
| 2015   | 2021   | Клод Алфано и Жозеф Бонавита             |                | Беспартийные             | 261        | 6,39           |            |            |